# Olympische Sommerspiele 1956/Teilnehmer (Südafrikanische Union)
| Gelbes Symbol für Goldmedaillen mit stilisierten Olympischen Ringen | Graues Symbol für Silbermedaillen mit stilisierten Olympischen Ringen | Braundes Symbol für Bronzemedaillen mit stilisierten Olympischen Ringen |
| ------------------------------------------------------------------- | --------------------------------------------------------------------- | ----------------------------------------------------------------------- |
| —                                                                   | —                                                                     | 4                                                                       |

Die Südafrikanische Union nahm an den Olympischen Sommerspielen 1956 im australischen Melbourne mit einer Delegation von 50 Sportlern, 44 Männer und 6 Frauen, an 50 Wettkämpfen in zehn Sportarten teil.
Seit 1904 war es die elfte Teilnahme Südafrikas an Olympischen Sommerspielen.
Jüngster Athlet war mit 16 Jahren und 75 Tagen die Schwimmerin Jeanette Myburgh, ältester Athlet war der Segler Dennis Hegarty (44 Jahre und 245 Tage).

## Medaillen
Mit vier gewonnenen Bronzemedaillen belegte das südafrikanische Team Platz 33 im Medaillenspiegel.

### Bronze
| Name                                                                 | Sportart  | Wettbewerb             |
| -------------------------------------------------------------------- | --------- | ---------------------- |
| Daan Bekker                                                          | Boxen     | Schwergewicht          |
| Henry Loubscher                                                      | Boxen     | Halbweltergewicht      |
| Jimmy Swift                                                          | Radsport  | 1000 Meter Zeitfahren  |
| Moira Abernethy, Jeanette Myburgh, Natalie Myburgh und Susan Roberts | Schwimmen | 4 × 100 Meter Freistil |

## Teilnehmer nach Sportarten

### Boxen
Herren
- Nicholas André
  - Weltergewicht

Rang fünf
Runde eins: Punktsieg gegen Lee Shih-Chuan aus Taiwan
Viertelfinale: Niederlage nach Punkten gegen Nicolae Linca aus Rumänien

- Daan Bekker
  - Schwergewicht

Rang drei 
Runde eins: Freilos
Viertelfinale: Sieg gegen José Giorgetti aus Argentinien durch technischen KO in der ersten Runde
Halbfinale: Niederlage gegen Pete Rademacher aus den Vereinigten Staaten durch technischen KO in der dritten Runde

- Leonard Leisching
  - Federgewicht

Rang neun
Runde eins: Freilos
Runde zwei: Punktniederlage gegen Henryk Niedžwiedzki aus Polen

- Henry Loubscher
  - Halbweltergewicht

Rang drei 
Runde eins: Freilos
Runde zwei: Punktsieg gegen Leslie Mason aus Kanada
Viertelfinale: Sieg gegen Joe Shaw aus den Vereinigten Staaten nach Punkten
Halbfinale: Punktniederlage gegen Wladimir Jengibarjan aus der Sowjetunion

- Eddie Ludick
  - Fliegengewicht

Rang 17
Runde eins: Niederlage nach Punkten gegen Abel Laudonio aus Argentinien

- Piet van Vuuren
  - Halbschwergewicht

Rang neun
Runde eins: Niederlage nach Punkten gegen Gheorghe Negrea aus Rumänien

- Alexander Webster
  - Halbmittelgewicht

Rang neun
Runde eins: Niederlage nach Punkten gegen John McCormack aus Großbritannien

### Gewichtheben
Herren
- Reg Gaffley
  - Bantamgewicht

Finale: 305,0 kg, Rang sieben
Militärpresse: 97,5 kg, Rang vier
Reißen: 90,0 kg, Rang sieben
Stoßen: 117,5 kg, Rang acht

- Gaston Gaffney
  - Bantamgewicht

Finale: 285,0 kg, Rang zehn
Militärpresse: 87,5 kg, Rang sieben
Reißen: 85,0 kg, Rang neun
Stoßen: 112,5 kg, Rang elf

- Johannes Greeff
  - Mittelgewicht

Finale: 365,0 kg, Rang zehn
Militärpresse: 115,0 kg, Rang sieben
Reißen: 107,5 kg, Rang elf
Stoßen: 142,5 kg, Rang neun

### Leichtathletik
Damen
- Hermina Geyser
  - Hochsprung

Qualifikationsrunde: 1,58 Meter, Rang vier, für das Finale qualifiziert
1,40 Meter: ausgelassen
1,50 Meter: gültig, ohne Fehlversuch
1,55 Meter: gültig, ohne Fehlversuch
1,58 Meter: gültig, ohne Fehlversuch
Finale: 1,64 Meter, Rang acht
1,40 Meter: ausgelassen
1,50 Meter: gültig, ohne Fehlversuch
1,55 Meter: gültig, ohne Fehlversuch
1,60 Meter: gültig, ohne Fehlversuch
1,64 Meter: gültig, ohne Fehlversuch
1,67 Meter: ungültig, drei Fehlversuche

- Elaine Winter
  - 80 Meter Hürden

Runde eins: in Lauf drei (Rang zwei) für das Halbfinale qualifiziert, 11,1 Sekunden (handgestoppt), 11,28 Sekunden (automatisch gestoppt)
Halbfinale: ausgeschieden in Lauf zwei (Rang fünf), 11,3 Sekunden (handgestoppt), 11,47 Sekunden (automatisch gestoppt)
  - 100 Meter Lauf

Runde eins: ausgeschieden in Lauf sechs (Rang vier), 12,5 Sekunden (handgestoppt), 12,59 Sekunden (automatisch gestoppt)

Herren
- Jan Barnard
  - Marathon

Finale: Wettkampf nicht beendet (DNF)

- Danie Burger
  - 110 Meter Hürden

Runde eins: in Lauf drei (Rang drei) für das Halbfinale qualifiziert, 14,4 Sekunden (handgestoppt), 14,59 Sekunden (automatisch gestoppt)
Halbfinale: ausgeschieden in Lauf eins (Rang sechs), 15,0 Sekunden (handgestoppt), 14,95 Sekunden (automatisch gestoppt)

- Mercer Davies
  - Marathon

Finale: 2:39:48 Stunden, Rang 14

- Stephanus du Plessis
  - Diskuswurf

Qualifikationsrunde: 50,69 Meter, Rang zwei, für das Finale qualifiziert
Versuch eins: 50,69 Meter
Versuch zwei: ausgelassen
Versuch drei: ausgelassen
Finale: 48,49 Meter, Rang 13
Versuch eins: 48,49 Meter
Versuch zwei: 46,23 Meter
Versuch drei: 43,31 Meter

- Gert Potgieter
  - 400 Meter Hürden

Runde eins: in Lauf fünf (Rang zwei) für das Halbfinale qualifiziert, 52,0 Sekunden (handgestoppt), 52,05 Sekunden (automatisch gestoppt)
Halbfinale: in Lauf eins (Rang drei) für das Finale qualifiziert, 51,3 Sekunden (handgestoppt), 51,30 Sekunden (automatisch gestoppt)
Finale: 56,0 Sekunden (handgestoppt), Rang sechs

- Neville Price
  - Weitsprung

Qualifikationsrunde: 7,28 Meter, Rang elf, für das Finale qualifiziert
Versuch eins: 7,28 Meter
Versuch zwei: ausgelassen
Versuch drei: ausgelassen
Finale: 7,28 Meter, Rang sieben
Versuch eins: ungültig
Versuch zwei: 7,28 Meter
Versuch drei: ungültig

- Malcolm Spence
  - 400 Meter Lauf

Runde eins: in Lauf drei (Rang eins) für das Viertelfinale qualifiziert, 47,7 Sekunden (handgestoppt), 47,77 Sekunden (automatisch gestoppt)
Viertelfinale: in Lauf drei (Rang zwei) für das Halbfinale qualifiziert, 47,1 Sekunden (handgestoppt), 47,08 Sekunden (automatisch gestoppt)
Halbfinale: in Lauf eins (Rang zwei) für das Finale qualifiziert, 47,2 Sekunden (handgestoppt), 47,27 Sekunden (automatisch gestoppt)
Finale: 48,3 Sekunden (handgestoppt), 48,40 Sekunden (automatisch gestoppt), Rang sechs

### Moderner Fünfkampf
Herren

Mannschaft
- Ergebnisse
Finale: Wettkampf nicht beendet (DNF)
Crosslauf: Wettkampf nicht angetreten
Degenfechten: Wettkampf nicht angetreten
Pistolenschießen: Wettkampf nicht angetreten
Schwimmen: Wettkampf nicht angetreten
Sprungreiten: 195,0 Punkte, Rang zwölf
- Mannschaft
Marthinus du Plessis
Harry Schmidt
Ockert van Greunen

Einzel
- Marthinus du Plessis
Finale: Wettkampf nicht beendet (DNF)
Crosslauf: Wettkampf nicht angetreten
Degenfechten: Wettkampf nicht angetreten
Pistolenschießen: Wettkampf nicht angetreten
Schwimmen: Wettkampf nicht angetreten
Sprungreiten: Wettkampf nicht beendet

- Harry Schmidt
Finale: 1566,0 Punkte, Rang 36
Crosslauf: 661,0 Punkte, 16:53,3 Minuten, Rang 34
Degenfechten: 445,0 Punkte, elf Duelle gewonnen, Rang 34
Pistolenschießen: 0,0 Punkte, Rang 36
Schwimmen: 460,0 Punkte, 5:48,9 Minuten, Rang 36
Sprungreiten: 0,0 Punkte (90,0 Punkte – 140,0 Strafpunkte), 16:04 Minuten, Rang 37

- Ockert van Greunen
Finale: 3402,0 Punkte, Rang 26
Crosslauf: 943,0 Punkte, 15:19,7 Minuten, Rang 22
Degenfechten: 704,0 Punkte, 18 Duelle gewonnen, Rang 13
Pistolenschießen: 780,0 Punkte, Rang 16
Schwimmen: 780,0 Punkte, 4:44,1 Minuten, Rang 26
Sprungreiten: 195,0 Punkte (375,0 Punkte – 180,0 Strafpunkte), 14:10 Minuten, Rang 27

### Radsport
Herren

Bahn

4000 Meter Mannschaftsverfolgung
- Ergebnisse
Runde eins: in Lauf zwei (Rang zwei) für das Viertelfinale qualifiziert, 4:51,6 Minuten
Viertelfinale: in Lauf zwei (Rang eins) für das Halbfinale qualifiziert, 4:47,8 Minuten
Halbfinale: in Lauf zwei (Rang zwei) für das Finale qualifiziert, 4:41,0 Minuten
Finale: 4:43,8 Minuten, Rang vier
- Mannschaft
Robert Fowler
Jan Hettema
Charles Jonker
Jimmy Swift

Tandem
- Ergebnisse
Runde eins: in Lauf zwei (Rang eins) für das Viertelfinale qualifiziert, 11,2 Sekunden
Viertelfinale: ausgeschieden in Lauf zwei (Rang zwei), zwei Längen Rückstand
- Mannschaft
Tommy Shardelow
Raymond Robinson

Einzel
- Jimmy Swift
  - 1000 Meter Zeitfahren

Finale: 1:11,6 Minuten, Rang drei

- Tommy Shardelow
  - Sprint

Runde eins: in Lauf sechs (Rang zwei) gescheitert, Zeit unbekannt
Runde eins Hoffnungslauf: in Lauf zwei (Rang eins) für das Viertelfinale qualifiziert, 12,6 Sekunden
Viertelfinale: ausgeschieden in Lauf eins (Rang zwei)

Straße

Mannschaftswertung (187,73 km)
- Ergebnisse
Finale: Wettkampf nicht beendet (DNF)
- Mannschaft
Robert Fowler
Jan Hettema
Charles Jonker
Jimmy Swift

Einzel
- Robert Fowler
  - Straßenrennen (187,73 km)

Finale: Wettkampf nicht beendet (DNF)

- Jan Hettema
  - Straßenrennen (187,73 km)

Finale: Wettkampf nicht beendet (DNF)

- Charles Jonker
  - Straßenrennen (187,73 km)

Finale: Wettkampf nicht beendet (DNF)

- Jimmy Swift
  - Straßenrennen (187,73 km)

Finale: Wettkampf nicht beendet (DNF)

### Ringen
Herren

Freistil
- Coenraad de Villiers
  - Weltergewicht

ausgeschieden nach Runde vier mit fünf Minuspunkten, Rang vier
Runde eins: Freilos
Runde zwei: 3:0-Punktsieg gegen Mitko Petkov aus Bulgarien, ein Minuspunkt
Runde drei: Punktsieg gegen Muhammad Latif aus Pakistan (3:0), zwei Minuspunkte
Runde vier: 0:3 Punktniederlage gegen Nabi Sorouri aus dem Iran, fünf Minuspunkte

- Abe Geldenhuys
  - Federgewicht

ausgeschieden nach Runde drei mit sieben Minuspunkten
Runde eins: 0:3-Niederlage gegen Nasser Givehchi aus dem Iran, drei Minuspunkte
Runde zwei: 3:0-Punktsieg gegen Bálint Galántai aus Ungarn, vier Minuspunkte
Runde drei: Punktniederlage gegen Myron Roderick aus den Vereinigten Staaten (0:3), sieben Minuspunkte

- Jan Theron
  - Halbschwergewicht

ausgeschieden nach Runde drei mit sieben Minuspunkten
Runde eins: Schulterniederlage gegen Gholamreza Takhti aus dem Iran, drei Minuspunkte
Runde zwei: Sieg nach Punkten (3:0) gegen Kevin Coote aus Australien, vier Minuspunkte
Runde drei: Schulterniederlage gegen Peter Blair aus den Vereinigten Staaten, sieben Minuspunkte

- Manie van Zyl
  - Mittelgewicht

ausgeschieden nach Runde drei mit sieben Minuspunkten
Runde eins: Punktniederlage (0:3) gegen Bengt Lindblad aus Schweden, drei Minuspunkte
Runde zwei: 3:0-Punktsieg gegen Bakshish Singh aus Indien, vier Minuspunkte
Runde drei: Schulterniederlage gegen Giorgi Schirtladse aus der Sowjetunion, sieben Minuspunkte

### Schießen
Herren
- Johannes Human
  - Kleinkaliber liegend

Finale: 595 Punkte, Rang 17
Runde eins: 99 Punkte, Rang 19
Runde zwei: 100 Punkte, Rang 14
Runde drei: 98 Punkte, Rang 39
Runde vier: 98 Punkte, Rang 30
Runde fünf: 100 Punkte, Rang sechs
Runde sechs: 100 Punkte, Rang sechs

- Robin Lavine
  - Kleinkaliber Dreistellungskampf

Finale: 1082 Punkte, Rang 41
Kniend: 366 Punkte, Rang 39
Runde eins: 95 Punkte
Runde zwei: 94 Punkte
Runde drei: 87 Punkte
Runde vier: 90 Punkte
Liegend: 397 Punkte, Rang acht
Runde eins: 99 Punkte
Runde zwei: 99 Punkte
Runde drei: 100 Punkte
Runde vier: 99 Punkte
Stehend: 319 Punkte, Rang 41
Runde eins: 83 Punkte
Runde zwei: 83 Punkte
Runde drei: 77 Punkte
Runde vier: 76 Punkte

- - Kleinkaliber liegend

Finale: 593 Punkte, Rang 30
Runde eins: 98 Punkte, Rang 30
Runde zwei: 100 Punkte, Rang vier
Runde drei: 100 Punkte, Rang drei
Runde vier: 97 Punkte, Rang 37
Runde fünf: 99 Punkte, Rang 19
Runde sechs: 99 Punkte, Rang 27

### Schwimmen
Damen

4 × 100 Meter Freistil Staffel
- Ergebnisse
Runde eins: in Lauf eins (Rang eins) für das Finale qualifiziert, 4:26,8 Minuten
Finale: 4:25,7 Minuten, Rang drei
- Staffel
Moira Abernethy
Jeanette Myburgh
Natalie Myburgh
Susan Roberts

Einzel
- Moira Abernethy
  - 100 Meter Rücken

Runde eins: ausgeschieden in Lauf zwei (Rang sechs), 1:15,4 Minuten

- Jeanette Myburgh
  - 100 Meter Freistil

Runde eins: in Lauf eins (Rang vier) für das Halbfinale qualifiziert, 1:07,1 Minuten
Halbfinale: ausgeschieden in Lauf zwei (Rang acht), 1:06,7 Minuten

- Natalie Myburgh
  - 100 Meter Freistil

Runde eins: in Lauf fünf (Rang zwei) für das Halbfinale qualifiziert, 1:05,1 Minuten
Halbfinale: in Lauf eins (Rang vier) für das Finale qualifiziert, 1:06,0 Minuten
Finale: 1:05,8 Minuten, Rang acht

- - 400 Meter Freistil

Runde eins: ausgeschieden in Lauf vier (Rang drei), 5:16,8 Minuten

- Susan Roberts
  - 100 Meter Freistil

Runde eins: in Lauf vier (Rang vier) für das Halbfinale qualifiziert, 1:07,9 Minuten
Halbfinale: ausgeschieden in Lauf zwei (Rang sieben), 1:06,6 Minuten

- - 400 Meter Freistil

Runde eins: ausgeschieden in Lauf drei (Rang vier), 5:16,8 Minuten

Herren

4 × 200 Meter Freistil Staffel
- Ergebnisse
Runde eins: in Lauf eins (Rang vier) für das Finale qualifiziert, 8:43,0 Minuten
Finale: 8:49,5 Minuten, Rang acht
- Staffel
Tony Briscoe
Peter Duncan
Dennis Ford
Billy Steuart

Einzel
- Tony Briscoe
  - 400 m Freistil

Runde eins: ausgeschieden in Lauf zwei (Rang zwei), 4:41,4 Minuten

- Peter Duncan
  - 100 m Freistil

Runde eins: ausgeschieden in Lauf zwei (Rang sieben), 1:00,4 Minuten
  - 400 Meter Freistil

Runde eins: ausgeschieden in Lauf drei (Rang zwei), 4:46,7 Minuten
  - 1500 Meter Freistil

Runde eins: ausgeschieden in Lauf zwei (Rang vier), 19:58,5 Minuten

- Dennis Ford
  - 100 Meter Freistil

Runde eins: ausgeschieden in Lauf drei (Rang sechs), 59,5 Sekunden

- William Steuart
  - 100 Meter Freistil

Runde eins: ausgeschieden in Lauf eins (Rang drei), 59,2 Sekunden
  - 400 Meter Freistil

Runde eins: ausgeschieden in Lauf vier (Rang sechs), 4:43,0 Minuten

### Segeln
Herren

5,5-m-R-Klasse
- Ergebnisse
Finale: 1575 Punkte, Rang neun
Rennen eins: 323 Punkte, 2:40:07 Stunden, Rang sechs
Rennen zwei: 198 Punkte, 2:51:39 Stunden, Rang acht
Rennen drei: 499 Punkte, 3:41:11 Stunden, Rang vier
Rennen vier: Wettkampf nicht beendet (DNF)
Rennen fünf: 198 Punkte, 2:29:33 Stunden, Rang acht
Rennen sechs: 101 Punkte, 3:41:39 Stunden, Rang zehn
Rennen sieben: 256 Punkte, 2:41:15 Stunden, Rang sieben
- Mannschaft
Dennis Hegarty
Noel Horsfield
Geoff Myburgh

Sharpie
- Ergebnisse
Finale: 2.917 Punkte, Rang fünf
Rennen eins: 312 Punkte, 3:50:03 Stunden, Rang acht
Rennen zwei: 738 Punkte, 3:47:32 Stunden, Rang drei
Rennen drei: Wettkampf nicht beendet (DNF)
Rennen vier: Wettkampf nicht beendet (DNF)
Rennen fünf: 613 Punkte, 3:35:47 Stunden, Rang vier
Rennen sechs: 516 Punkte, 3:53:20 Stunden, Rang fünf
Rennen sieben: 738 Punkte, 3:29:45 Stunden, Rang drei
- Mannschaft
Alfred Evans
John Sully

Einzel
- Eric Bongers
  - Finn-Dinghi

Finale: 3.912 Punkte, Rang sechs
Rennen eins: 323 Punkte, 3:34:50 Stunden, Rang zwölf
Rennen zwei: 323 Punkte, 3:41:37 Stunden, Rang zwölf
Rennen drei: 1402 Punkte, 3:47:40 Stunden, Rang eins
Rennen vier: 800 Punkte, 3:17:30 Stunden, Rang vier
Rennen fünf: Wettkampf nicht beendet (DNF)
Rennen sechs: 703 Punkte, 3:28:10 Stunden, Rang fünf
Rennen sieben: 361 Punkte, 3:25:00 Stunden, Rang elf

### Turnen
Herren
- Ronnie Lombard
  - Einzelmehrkampf

Finale: 100,85 Punkte (50,35 Punkte Pflicht – 50,50 Punkte Kür), Rang 51
Bodenturnen: 16,25 Punkte (8,00 Punkte Pflicht – 8,25 Punkte Kür), Rang 56
Pferdsprung: 17,90 Punkte (9,00 Punkte Pflicht – 8,90 Punkte Kür), Rang 50
Barren: 14,80 Punkte (7,65 Punkte Pflicht – 7,15 Punkte Kür), Rang 60
Reck: 17,95 Punkte (9,05 Punkte Pflicht – 8,90 Punkte Kür), Rang 43
Ringe: 15,90 Punkte (7,60 Punkte Pflicht – 8,30 Punkte Kür), Rang 52
Seitpferd: 18,05 Punkte (9,05 Punkte Pflicht – 9,00 Punkte Kür), Rang 33

- John Norman Wells
  - Einzelmehrkampf

Finale: 99,80 Punkte (49,00 Punkte Pflicht – 50,80 Punkte Kür), Rang 53
Bodenturnen: 16,50 Punkte (8,45 Punkte Pflicht – 8,05 Punkte Kür), Rang 54
Pferdsprung: 17,45 Punkte (8,60 Punkte Pflicht – 8,85 Punkte Kür), Rang 59
Barren: 15,35 Punkte (7,40 Punkte Pflicht – 7,95 Punkte Kür), Rang 58
Reck: 17,20 Punkte (8,50 Punkte Pflicht – 8,70 Punkte Kür), Rang 52
Ringe: 15,85 Punkte (7,35 Punkte Pflicht – 8,50 Punkte Kür), Rang 53
Seitpferd: 17,45 Punkte (8,70 Punkte Pflicht – 8,75 Punkte Kür), Rang 48